# María Carolina de Austria (1752-1814)
María Carolina de Austria (Palacio de Schönbrunn, Viena, 13 de agosto de 1752 - Palacio de Hetzendorf, Viena, 8 de septiembre de 1814) fue una archiduquesa austriaca, hermana de la reina de Francia María Antonieta. Se hizo nuera de Carlos III de España por su matrimonio con Fernando IV de Nápoles; fue conocida como reina María Carolina al ser reina consorte y gobernante de facto de Nápoles desde 1768 hasta 1799 y entre 1799 y 1806, y de Sicilia desde 1768 hasta su muerte en 1814, aunque ella había perdido el poder en 1812.

## Primeros años

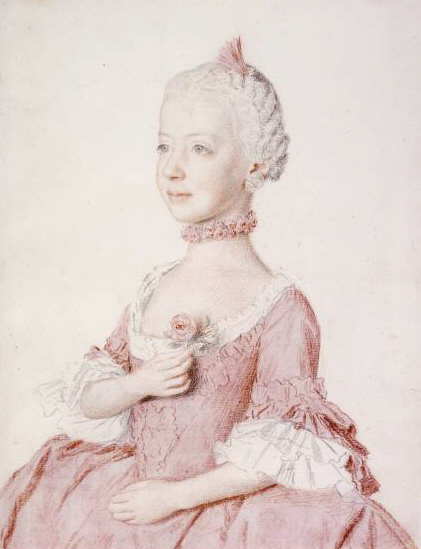
María Carolina a los 10 años, por Jean-Étienne Liotard.

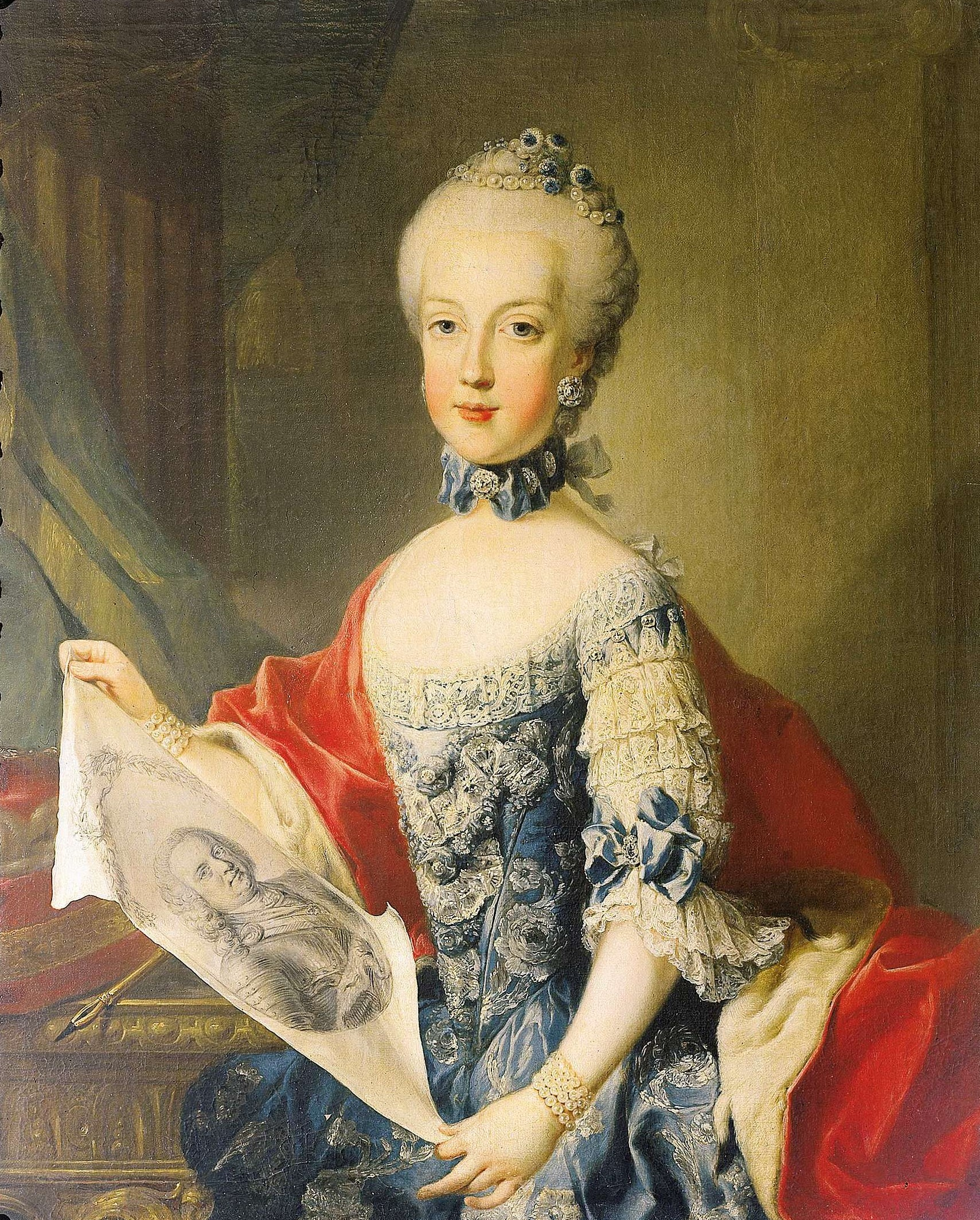
María Carolina de Austria en su juventud.

María Carolina nació en 1752, en el Palacio de Schönbrunn, Viena, como una de las hijas de María Teresa I y Francisco I, sacro emperador romano germánico. Fue bautizada en honor a dos hermanas mayores, María Carolina, que murió dos semanas después de su primer cumpleaños, y María Carolina, quien murió varias horas después de haber sido bautizada en 1748. Sin embargo, fue llamada Carlota por su familia durante su niñez y adolescencia. Sus padrinos fueron el rey Luis XV de Francia y su esposa, María Leszczyńska.
María Carolina era la hija que más se parecía a su madre y formó un vínculo muy estrecho con su hermana menor, María Antonieta. Desde muy temprana edad ambas compartían la misma institutriz, la condesa de Lerchenfeld. Un testimonio de su cercanía, es el hecho de que cuando una se enfermó, la otra también lo hizo. Sin embargo en agosto de 1767, María Teresa separa a las dos niñas, que hasta ahora estaban conjuntamente bajo los auspicios de la condesa Maria von Brandis, a causa de su mal comportamiento. Poco después, en octubre del mismo año, la hermana de María Carolina, María Josefa, destinada a casarse con Fernando IV de Nápoles, como parte de una alianza con España, muere durante una epidemia de viruela.
Ansioso por salvar la alianza austro-española, Carlos III de España, padre de Fernando, solicitó a una hermana de María Josefa como reemplazo. La emperatriz ofreció a la corte de Madrid negociar en nombre de la de Nápoles, con María Amelia y María Carolina. María Amelia era cinco años mayor que el hijo de Carlos III, y este optó por la segunda. María Carolina reaccionó mal a su compromiso, llorando, suplicando y diciendo que los matrimonios napolitanos tenían mala suerte. Sus objeciones, sin embargo, no retrasaron su preparación para su nuevo papel como reina de Nápoles por la condesa de Lerchenfeld. Nueve meses más tarde, el 7 de abril de 1768, María Carolina fue casada con Fernando IV de Nápoles por poderes.

### Matrimonio
El 12 de mayo de 1768, contrajo matrimonio con el joven Fernando IV de Nápoles quien era además Fernando III de Sicilia. Fernando no era muy inteligente, y María Carolina tomó ventaja de esto para controlarlo, llegando a convertirse en la verdadera gobernante del reino.
El 4 de enero de 1775, cuando dio a luz a su primer hijo varón, Carlos Francisco, se convirtió en consejera de Estado y tomó una posición ventajosa de influencia política. De las cualidades de su madre ella heredó su inteligencia, pero era ambiciosa y cruel, logrando aumentar una posición de gran poder en el reino. María Carolina finalmente estableció un reinado despótico por medio del poder de su esposo.
Del mismo modo que su hermana María Antonieta, su hija María Amelia de Borbón-Dos Sicilias llegó a ser reina consorte de Francia. Otra de sus hijas María Teresa de las Dos Sicilias fue la esposa de Francisco II del Sacro Imperio Romano Germánico, posteriormente la hija mayor de María Teresa, María Luisa, llegó a ser la segunda esposa del emperador Napoleón I. Su bisnieta Carlota de Bélgica llegó a ser emperatriz de México.

### Subida al Trono y caída de Tanucci

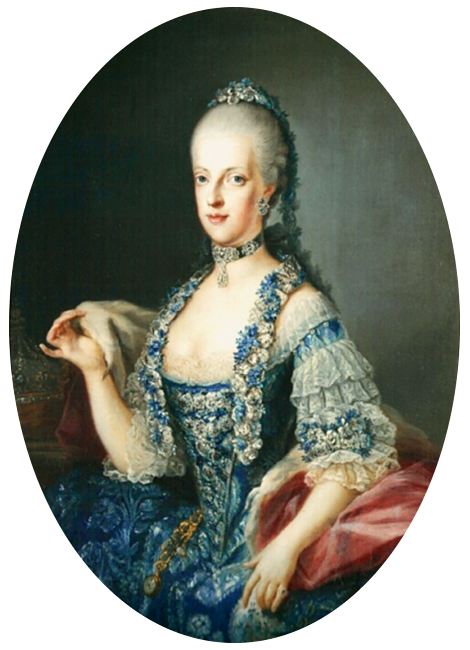
María Carolina de Austria, Reina de Nápoles y de Sicilia.

A los dieciséis años de edad, viajó desde Viena a Nápoles, deteniéndose en el camino en Mantua, Bolonia, Florencia y Roma. Entró en el Reino de Nápoles el 12 de mayo de 1768, desembarcando en Terracina, donde se despidió de sus acompañantes connacionales. Desde Terracina, ella y el resto de su séquito, que incluía a su hermano el gran duque de Toscana y su esposa María Luisa de Borbón, se aventuraron a Poztella, donde conoció a su marido, a quien encontró "muy feo". A la condesa de Lerchenfeld, le escribió, "yo no lo amo, excepto para el deber...." Fernando, en la misma línea, declaró después de su primera noche juntos, "duerme como si la hubieran asesinado y suda como un cerdo." Sin embargo esto no fue impedimento para tener hijos y perpetuar la dinastía, siendo su deber de esposa real. En total, María Carolina le dio a Fernando dieciocho hijos, de los cuales sólo siete sobrevivieron a la edad adulta, incluyendo a su sucesor: Francisco I, rey de las Dos Sicilias; María Teresa, última emperatriz del Sacro Imperio Romano; Luisa, gran duquesa de Toscana; María Amelia, última reina de Francia; María Antonia, que fue princesa consorte de Asturias y María Cristina, reina de Cerdeña.
Fernando había recibido una mediocre educación de parte del príncipe de San Nicandro y carecía de habilidades para gobernar, por lo que delegó el gobierno en su consejero Bernardo Tanucci, quien contaba con la confianza plena de su padre, Carlos III de España Sin embargo, cuando María Carolina se hizo con el poder, cesó a Tanucci según las instrucciones de la emperatriz María Teresa, María Carolina se ganó la confianza de Fernando fingiendo interés en su actividad favorita, la caza.

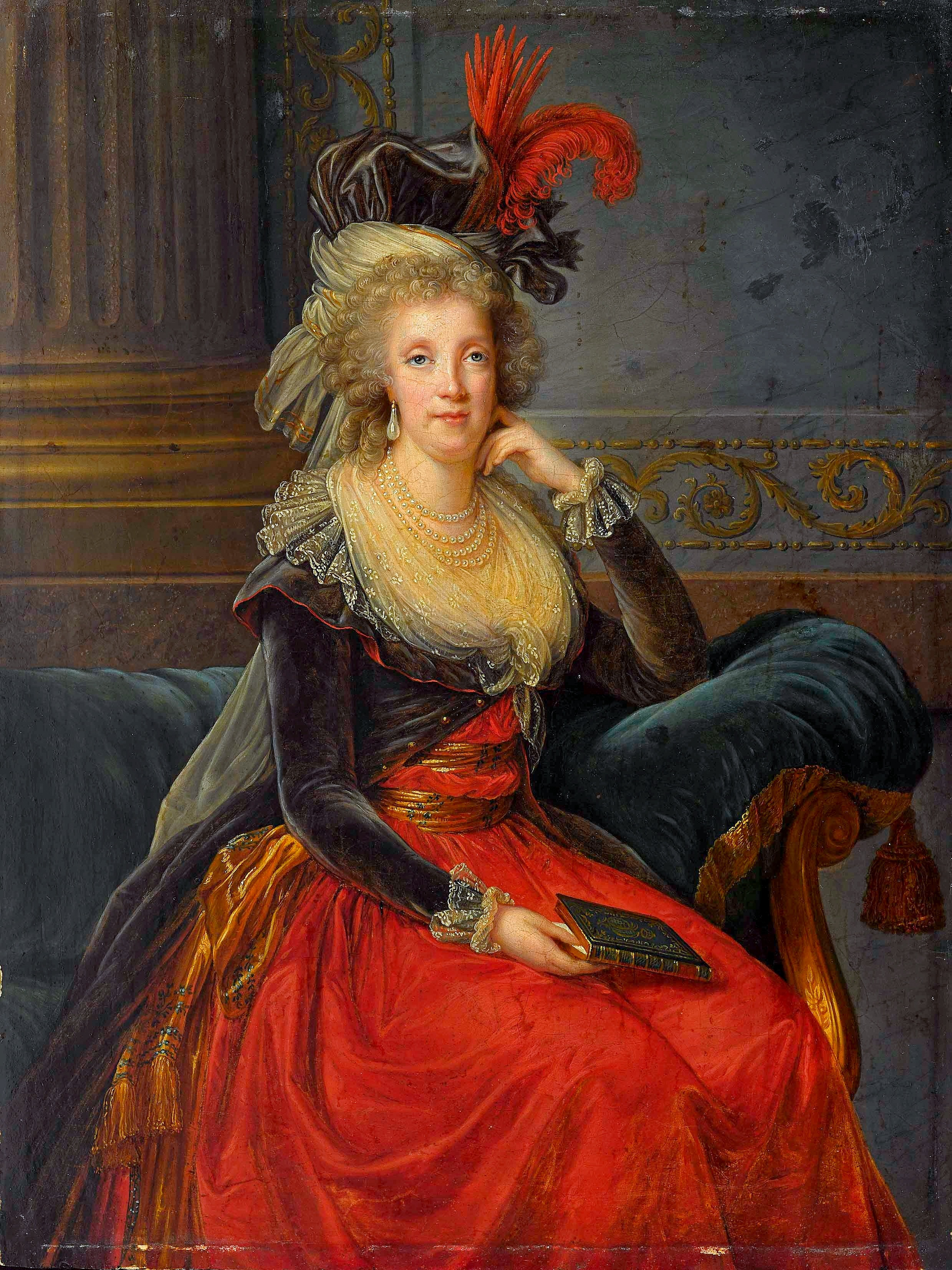
María Carolina de Austria a edad adulta, por Marie-Louise-Élisabeth Vigée-Lebrun, en 1791. El parecido entre ella y su hermana María Antonieta es evidente.

Con ello, ella obtuvo una puerta trasera a la administración del Estado, solamente lo logró plenamente con el nacimiento del heredero en 1775, con lo cual ingreso al Consejo Privado. Desde entonces, María Carolina presidió el rejuvenecimiento de la vida de la corte napolitana, en gran parte descuidada desde el advenimiento de la regencia de su esposo. Académicos como Gaetano Filangieri, Domenico Cirillo y Giuseppe Maria Galanti frecuentaron su salón, entre otros.
Tanucci cayó en desgracia producto de una discusión con María Carolina con respecto a la masonería, de la cual ella era una adherente. Actuando por órdenes de Carlos III, Tanucci revivió una ley de 1751 que prohibía la masonería en respuesta al descubrimiento de una logia masónica entre el regimiento real.
Enfurecida, la reina le expresó a Carlos III su opinión de que Tanucci estaba arruinando al país, por medio de una carta escrita por su esposo, haciendo parecer que era idea suya. Resignado a los deseos de la reina, Fernando despidió a Tanucci en octubre de 1776, causando una ruptura con su padre. El sucesor de Tanucci, fue el marqués de Sambuca. María Carolina dejó de ser el poder títere, representando el fin de la influencia de España en Nápoles, hasta ese momento una virtual provincia de ese país. María Carolina procedió a alejarse de grandes partes de la nobleza mediante la sustitución de la influencia de España por la de Austria. Su impopularidad entre la nobleza se incrementó con sus intentos dirigidos a limitar sus prerrogativas.

### Acton y los militares

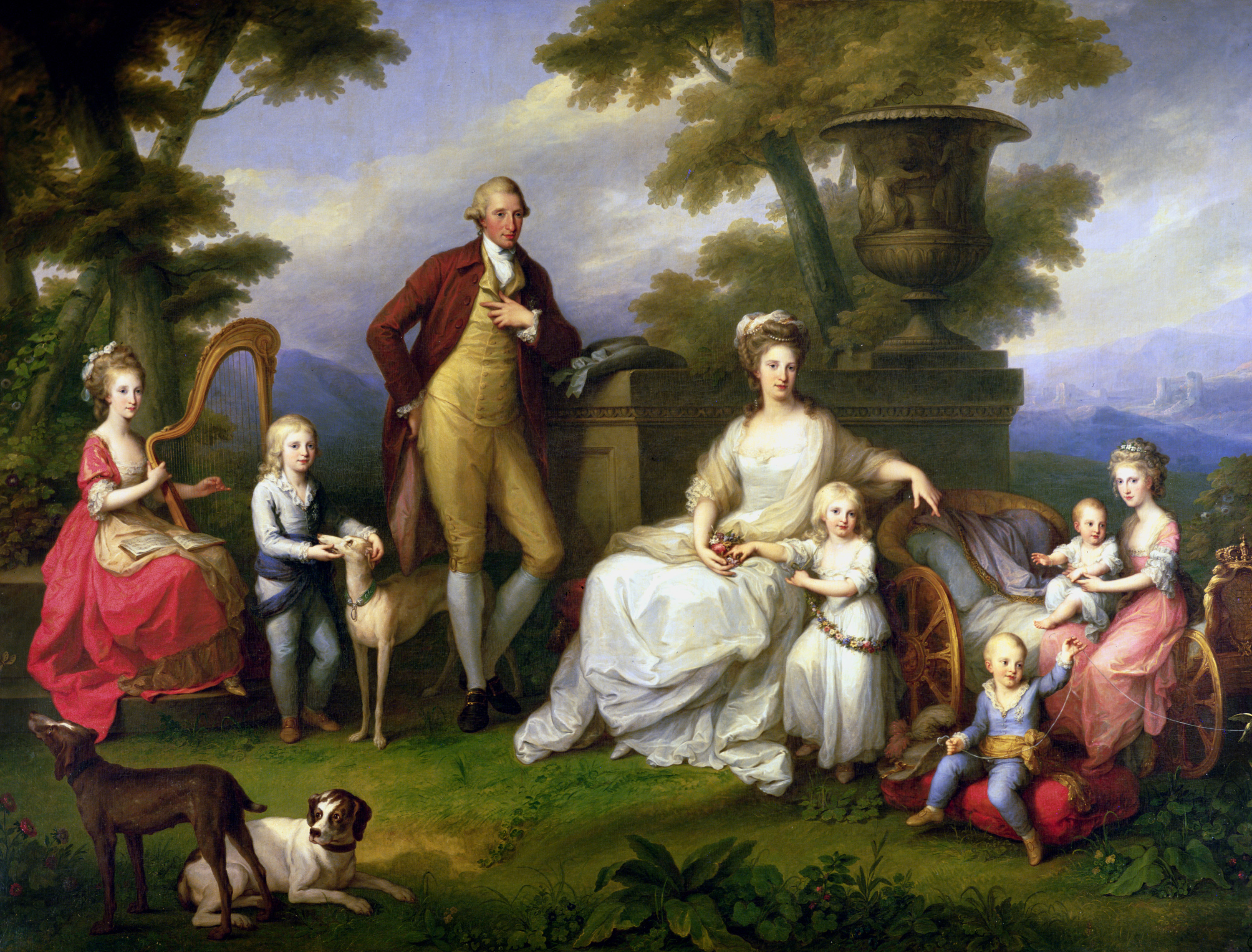
María Carolina y Fernando I, Rey de las Dos Sicilias, con sus hijos cuando eran niños, pintura de Angelica Kauffmann. Este retrato representa una ruptura con las representaciones típicas de los Borbones. La incorporación de un paisaje bucólico y poses simples, con ropa sencilla, sobre un «paisaje arcadiano», contrasta con las anteriores presentaciones palaciegas, formales y con prendas de gala.

Sin Tanucci en el gobierno, la reina gobernó sola Nápoles y Sicilia, asistida por su favorito inglés, de origen francés, John Acton, desde 1778 en adelante. Actuando aconsejada por su hermano el sacro romano emperador José II, María Carolina y Acton renovaron la marina de guerra Napolitana, hasta ese momento descuidada, abriendo cuatro colegios para la Marina y la puesta en marcha de 150 barcos de varios tamaños. La marina mercante, también, fue aumentada por tratados comerciales con Rusia y Génova. Carlos III, había declarado la guerra a Gran Bretaña en alianza con América, estaba enfurecido por el nombramiento de Acton al Ministerio de Guerra y la Marina porque sentía que su candidato español, Antonio Otero, era más digno de tan alto cargo en el gobierno, en virtud del hecho de que no era inglés. María Carolina una vez más respondió utilizando una carta escrita por el rey, exponiendo a Carlos III que Acton era hijo de una mujer francesa, que no era inglés y que había sido nombrado antes de que estallaran las hostilidades entre España y Gran Bretaña. Los ataques de Carlos en contra de Acton solo sirvieron al final para hacerlo más querido por la reina, quien procedió a nombrarlo mariscal de campo. Las reformas de Acton no se restringieron a la expansión de la Armada; al mismo tiempo, recortó el gasto de su ministerio en 500.000 ducados e invitó a sargentos instructores y oficiales extranjeros a ocupar las vacantes de la Armada. Acton y María Carolina fueron vistos tan cercanos como para llegar a decirse en 1782, que, según el embajador de Cerdeña en Nápoles, la gente falsamente creía que eran amantes.  Que el rumor fuese falso lo desconocía el rey, quien intentó varias veces "sorprenderlos juntos" y amenazó con matarlos a ambos en un momento de furia. En respuesta, María Carolina coloco una serie de espías a su esposo, pero una reconciliación pronto fue lograda. Como parte de este rapprochment, Acton se fue a vivir a Castellamare, pero regresaba a Nápoles tres veces a la semana a ver a la Reina.

### Patrocinio artístico y la muerte de Carlos III

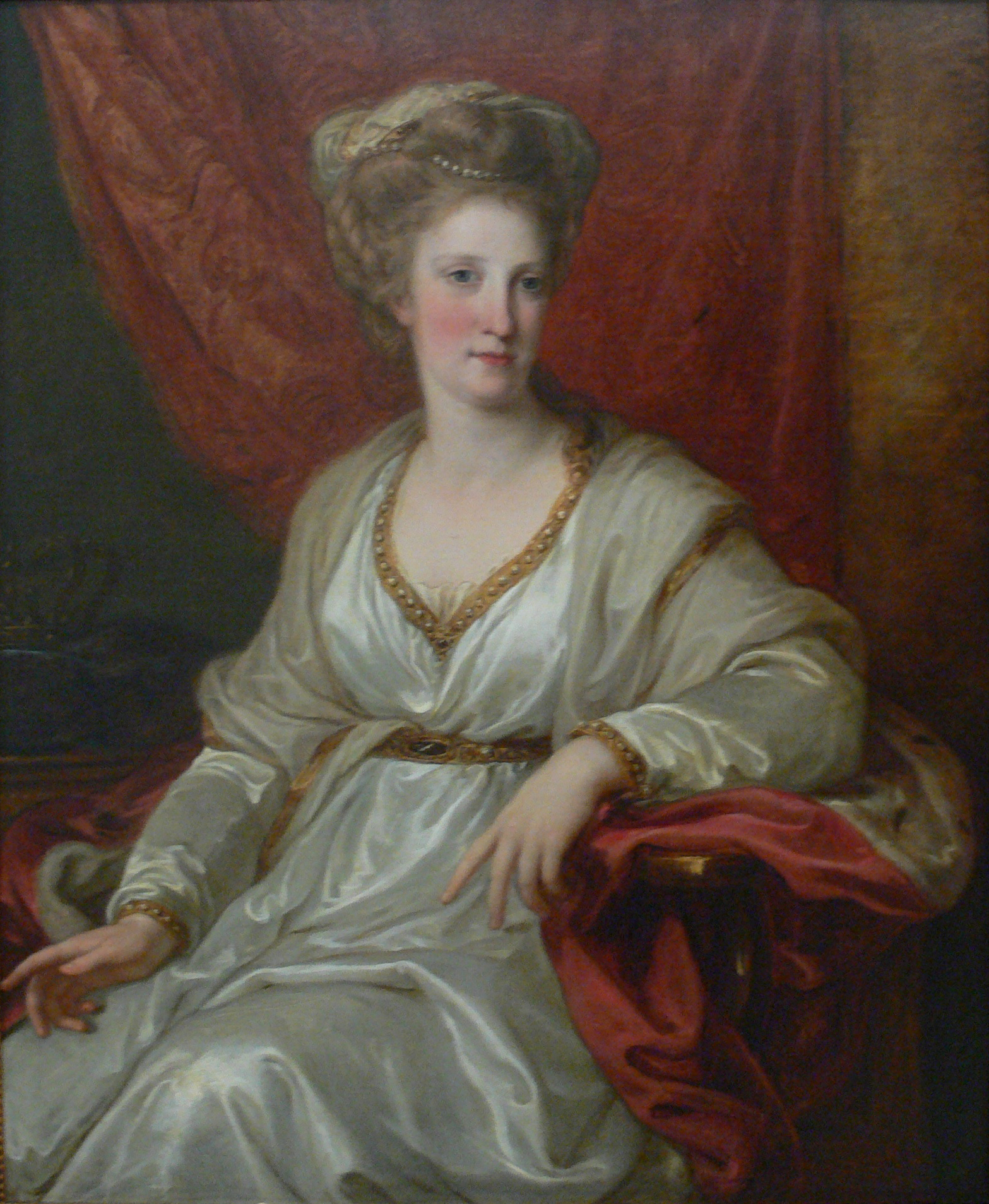
María Carolina, pintura de Angelica Kauffmann.

María Carolina patrocinó artistas germano-suizos, principalmente a Angelica Kauffmann, quien hizo una célebre pintura de la familia de la Reina en un jardín informal en 1783, y le dio lecciones de dibujo a sus hijas. María Carolina obsequió con regalos a Kauffman, pero ella prefería los círculos artísticos de Roma a los de Nápoles. El patronazgo de la Reina no se restringía a retratistas: ella le asignó al paisajista Jacob Philipp Hackert un ala del palacio en Francavilla. Como Kauffman, dio clases a los niños de la Reina y disfrutó de su confianza.   Por recomendación de Hackert, el rey y la Reina restauraron las estatuas del Palacio Farnesio en Roma y las trajeron a Nápoles. En 1784, la Reina estableció la filantrópica colonia de San Leucio, un pueblo con sus propias leyes y costumbres, cuyo único objetivo era el tejer seda. Ella también encargó decoradas cajas de tabaco y joyas de orfebrería.
En 1788, con la muerte del rey Carlos III, las relaciones napolitano-españolas mejoraron. El nuevo rey, Carlos IV, estaba ansioso de estar en buenos términos con su hermano, el rey de Nápoles, enviándole una flota española para saludarlo. Para consolidar su reconciliación, Carlos IV propuso que su hija se casara con el hijo mayor del rey y la reina, el duque de Calabria. Mientras que el rey apoyaba el casamiento, María Carolina lo rehuía. Al igual que su madre, ella había elegido cuidadosamente los posibles esposos y esposas de sus hijos, casamientos que iban a cimentar las alianzas políticas de su elección. La muerte de la duquesa Isabel de Wurtemberg, esposa del príncipe de la Corona, que era sobrino de la reina, le brindó la oportunidad de cumplir sus ambiciones matrimoniales.  Sus hijas María Teresa y Luisa se casaron respectivamente con el príncipe de la Corona Francisco y con Fernando III, gran duque de Toscana, durante una visita de la familia real Napolitana a Viena en 1790.

## Descendencia

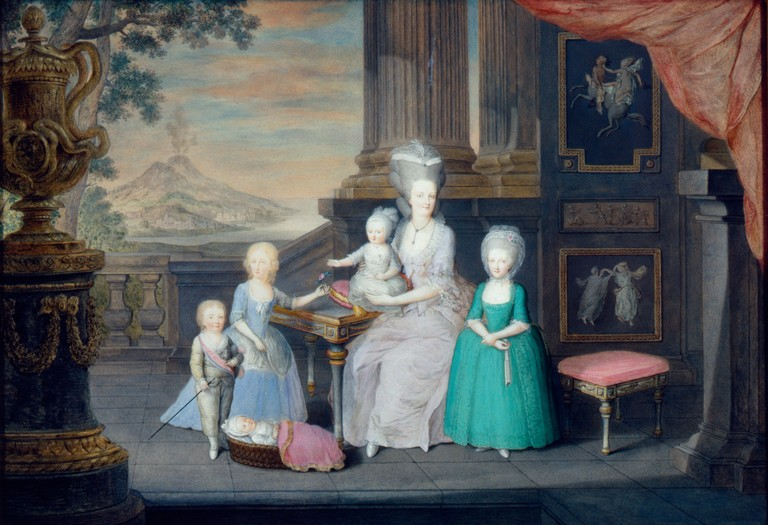
María Carolina con sus cinco hijos mayores. De izquierda a derecha: el príncipe Carlos Francisco, a sus pies el príncipe Francisco Genaro, la princesa Luisa, la princesa María Ana, la reina María Carolina, y la princesa María Teresa, en 1777.

De su matrimonio con su pariente lejano Fernando IV de Nápoles, tuvo a lo largo de veinte años dieciocho hijos, once niñas y siete niños. Su descendencia tuvo en general mala fortuna a causa de la viruela endémica en el reino, la cual mató a ocho de sus hijos:
- María Teresa (1772-1807), se casó con su primo Francisco II del Sacro Imperio Romano Germánico. Tuvo descendencia.
- Luisa María (1773-1802), esposa del gran duque Fernando III de Toscana. Tuvo descendencia.
- Carlos Francisco (1775-1778), duque de Calabria. Murió en la infancia.
- María Ana (1775-1780). Murió en la infancia.
- Francisco Genaro, duque de Calabria (1777-1830), luego rey Francisco I. Tuvo catorce hijos.
- María Cristina (1779-1849), esposa del rey Carlos Félix de Cerdeña. Sin descendencia.
- María Cristina Amelia (1779-1783), gemela de la anterior. Murió en la infancia.
- Carlos Genaro Francisco[17] (Palacio Real de Nápoles, 12 de abril de 1780[18][19] -Palacio Real de Caserta, 1 de enero de 1789), fue príncipe de las Dos Sicilias.[20][21] A la edad de tres, sobrevivió la epidemia de viruela que mató a su hermana mayor, María Cristina Amelia[22] y a su hermano menor José Carlos. No obstante se contagió nuevamente y murió de viruela a la edad de 8 años.
- José Carlos  (1781-1783). Murió en la infancia.
- María Amelia (1782-1866), esposa del rey Luis Felipe I de Francia. Tuvo diez hijos.
- María Cristina (1783-1783). Nació muerta.
- María Antonia (1784-1806), esposa del futuro rey Fernando VII de España. Sin descendencia.
- María Clotilde (1786-1792). Murió en la infancia.
- María Enriqueta (1787-1792). Murió en la infancia.
- Carlos Genaro (1788-1789). Murió en la infancia.
- Leopoldo Juan (1790-1851), príncipe de Salerno, casado con la archiduquesa María Clementina de Austria, hija de su hermana, la archiduquesa María Teresa. Tuvo cuatro hijos.
- Alberto Luis (1792-1798). Murió en la infancia.
- María Isabel (1793-1801). Murió en la infancia.

## La primera coalición
Durante la Revolución francesa, la reina se compadeció realmente con los rebeldes franceses bajo la monarquía que fue abolida el 21 de septiembre de 1792. Ella ulteriormente se dispuso en contra de los rebeldes por la ejecución de su cuñado Luis XVI de Francia (21 de enero de 1793), y después la de su propia hermana menor María Antonieta el (16 de octubre de 1793).
La reina y su esposo estaban horrorizados, y María Carolina usó a su esposo para traer los ejércitos napolitanos y sicilianos a la Primera Coalición en contra de Francia. La paz fue hecha en 1796.

## República Partenopea
A comienzos de 1799, Nápoles tuvo su propia revolución (aunque de corta existencia), la cual reemplazó el Reino de Nápoles con la República Partenopea o República Napolitana. En junio, destruyendo la república, restauradas por las fuerzas militares comandadas por el cardenal Ruffo, retornó la familia real al poder. Anteriormente había entrado la flota británica, aliada de la corte y comandada por Lord Nelson en el interior de la bahía de Nápoles, y se produce una notable negociación de la capitulación hecha por Ruffo dando a muchos republicanos salvoconducto a Francia. El rey y la reina, intentaron aplastar el espíritu de la república no demostrando ninguna compasión hacia los rebeldes. Trabajó de un lado al otro Lady Hamilton, esposa del embajador británico y amante de Lord Nelson (esto era sabido por la reina María Carolina). Víctimas del engaño, los republicanos fueron puestos en una posición en la que pudieron ser capturados. Varios miles de ellos fueron juzgados y colgados.

## Deposición y muerte
En 1806, su esposo era depuesto como rey de Nápoles (y ella, de este modo depuesta como la gobernante de facto) por Napoleón Bonaparte. No obstante, María Carolina conservó su estatus y poder en Sicilia hasta 1812, cuando su esposo indispensablemente (pero no oficialmente) abdicó, nombrando regente a su hijo Francisco, por lo que la reina fue privada de su influencia.
María Carolina fue exiliada a su tierra natal en Austria, donde murió en 1814, siendo la última de sus 15 hermanos en morir. Después de su muerte, su esposo llegó a ser útil para Austria a la cual le aconsejó que marchara María Carolina. Cuando Napoleón Bonaparte se casó con María Luisa de Austria, María Carolina tuvo que aceptar que su nieta se había casado con "el Diablo" y nació un hijo de él.
María Carolina fue enterrada en la Cripta Imperial de Viena; sus padres y la mayoría de sus hermanos también están enterrados allí.

## Títulos y tratamientos
Esta tabla aún no está actualizada. Puedes contribuir aportando información sobre títulos y tratamientos de esta persona.

## Distinciones honoríficas
- Dama de primera clase de la Orden de la Cruz Estrellada.[23] (Imperio austríaco)
- 1791: Rosa de Oro de la Cristiandad.[24] (Estados Pontificios)
- 5 de febrero de 1802:  Dama de la Orden de las Damas Nobles de la Reina María Luisa.[25] (Reino de España)

## Ancestros
| \| \| \| \| \| \| \| \| \| \| \| \| \| \| \| \| \| \| \| \| 16. Nicolás II, duque de Lorena \| \| \| \| \| \| \| \| \| \| \| \| \| \| \| \| \| \| \| \| \| \| \| \| \| \| \| \| \| \| \| \| \| \| \| \| \| \| \| \| \| \| \| \| \| \| \| \| \| \| \| \| \| \| 8. Carlos V de Lorena \| \| \| \| \| \| \| \| \| \| \| \| \| \| \| \| \| \| \| \| \| \| \| \| \| \| \| \| \| \| \| \| \| \| \| \| \| \| \| \| \| \| \| \| \| \| \| \| \| \| \| \| \| \| 17. Claudia de Lorena \| \| \| \| \| \| \| \| \| \| \| \| \| \| \| \| \| \| \| \| \| \| \| \| \| \| \| \| \| \| \| \| \| \| \| \| \| \| \| \| \| \| \| \| \| \| \| \| \| \| \| \| \| \| 4. Leopoldo, duque de Lorena \| \| \| \| \| \| \| \| \| \| \| \| \| \| \| \| \| \| \| \| \| \| \| \| \| \| \| \| \| \| \| \| \| \| \| \| \| \| \| \| \| \| \| \| \| \| \| \| \| \| \| \| \| \| 18. Fernando III de Habsburgo \| \| \| \| \| \| \| \| \| \| \| \| \| \| \| \| \| \| \| \| \| \| \| \| \| \| \| \| \| \| \| \| \| \| \| \| \| \| \| \| \| \| \| \| \| \| \| \| \| \| \| \| \| \| 9. Leonor de Habsburgo \| \| \| \| \| \| \| \| \| \| \| \| \| \| \| \| \| \| \| \| \| \| \| \| \| \| \| \| \| \| \| \| \| \| \| \| \| \| \| \| \| \| \| \| \| \| \| \| \| \| \| \| \| \| 19. Leonor Gonzaga-Nevers \| \| \| \| \| \| \| \| \| \| \| \| \| \| \| \| \| \| \| \| \| \| \| \| \| \| \| \| \| \| \| \| \| \| \| \| \| \| \| \| \| \| \| \| \| \| \| \| \| \| \| \| \| \| 2. Francisco I del Sacro Imperio Romano Germánico \| \| \| \| \| \| \| \| \| \| \| \| \| \| \| \| \| \| \| \| \| \| \| \| \| \| \| \| \| \| \| \| \| \| \| \| \| \| \| \| \| \| \| \| \| \| \| \| \| \| \| \| \| \| 20. Luis XIII de Francia \| \| \| \| \| \| \| \| \| \| \| \| \| \| \| \| \| \| \| \| \| \| \| \| \| \| \| \| \| \| \| \| \| \| \| \| \| \| \| \| \| \| \| \| \| \| \| \| \| \| \| \| \| \| 10. Felipe I de Orleans \| \| \| \| \| \| \| \| \| \| \| \| \| \| \| \| \| \| \| \| \| \| \| \| \| \| \| \| \| \| \| \| \| \| \| \| \| \| \| \| \| \| \| \| \| \| \| \| \| \| \| \| \| \| 21. Ana de Austria \| \| \| \| \| \| \| \| \| \| \| \| \| \| \| \| \| \| \| \| \| \| \| \| \| \| \| \| \| \| \| \| \| \| \| \| \| \| \| \| \| \| \| \| \| \| \| \| \| \| \| \| \| \| 5. Isabel Carlota de Orleans \| \| \| \| \| \| \| \| \| \| \| \| \| \| \| \| \| \| \| \| \| \| \| \| \| \| \| \| \| \| \| \| \| \| \| \| \| \| \| \| \| \| \| \| \| \| \| \| \| \| \| \| \| \| 22. Carlos I Luis del Palatinado \| \| \| \| \| \| \| \| \| \| \| \| \| \| \| \| \| \| \| \| \| \| \| \| \| \| \| \| \| \| \| \| \| \| \| \| \| \| \| \| \| \| \| \| \| \| \| \| \| \| \| \| \| \| 11. Isabel Carlota del Palatinado \| \| \| \| \| \| \| \| \| \| \| \| \| \| \| \| \| \| \| \| \| \| \| \| \| \| \| \| \| \| \| \| \| \| \| \| \| \| \| \| \| \| \| \| \| \| \| \| \| \| \| \| \| \| 23. Carlota de Hesse-Kassel \| \| \| \| \| \| \| \| \| \| \| \| \| \| \| \| \| \| \| \| \| \| \| \| \| \| \| \| \| \| \| \| \| \| \| \| \| \| \| \| \| \| \| \| \| \| \| \| \| \| \| \| \| \| 1. María Carolina de Austria \| \| \| \| \| \| \| \| \| \| \| \| \| \| \| \| \| \| \| \| \| \| \| \| \| \| \| \| \| \| \| \| \| \| \| \| \| \| \| \| \| \| \| \| \| \| \| \| \| \| \| \| \| \| 24. Fernando III de Habsburgo \| \| \| \| \| \| \| \| \| \| \| \| \| \| \| \| \| \| \| \| \| \| \| \| \| \| \| \| \| \| \| \| \| \| \| \| \| \| \| \| \| \| \| \| \| \| \| \| \| \| \| \| \| \| 12. Leopoldo I de Habsburgo \| \| \| \| \| \| \| \| \| \| \| \| \| \| \| \| \| \| \| \| \| \| \| \| \| \| \| \| \| \| \| \| \| \| \| \| \| \| \| \| \| \| \| \| \| \| \| \| \| \| \| \| \| \| 25. María Ana de Austria \| \| \| \| \| \| \| \| \| \| \| \| \| \| \| \| \| \| \| \| \| \| \| \| \| \| \| \| \| \| \| \| \| \| \| \| \| \| \| \| \| \| \| \| \| \| \| \| \| \| \| \| \| \| 6. Carlos VI del Sacro Imperio Romano Germánico \| \| \| \| \| \| \| \| \| \| \| \| \| \| \| \| \| \| \| \| \| \| \| \| \| \| \| \| \| \| \| \| \| \| \| \| \| \| \| \| \| \| \| \| \| \| \| \| \| \| \| \| \| \| 26. Felipe Guillermo, elector Palatino \| \| \| \| \| \| \| \| \| \| \| \| \| \| \| \| \| \| \| \| \| \| \| \| \| \| \| \| \| \| \| \| \| \| \| \| \| \| \| \| \| \| \| \| \| \| \| \| \| \| \| \| \| \| 13. Leonor Magdalena de Neoburgo \| \| \| \| \| \| \| \| \| \| \| \| \| \| \| \| \| \| \| \| \| \| \| \| \| \| \| \| \| \| \| \| \| \| \| \| \| \| \| \| \| \| \| \| \| \| \| \| \| \| \| \| \| \| 27. Isabel Amalia de Hesse-Darmstadt \| \| \| \| \| \| \| \| \| \| \| \| \| \| \| \| \| \| \| \| \| \| \| \| \| \| \| \| \| \| \| \| \| \| \| \| \| \| \| \| \| \| \| \| \| \| \| \| \| \| \| \| \| \| 3. María Teresa I de Austria \| \| \| \| \| \| \| \| \| \| \| \| \| \| \| \| \| \| \| \| \| \| \| \| \| \| \| \| \| \| \| \| \| \| \| \| \| \| \| \| \| \| \| \| \| \| \| \| \| \| \| \| \| \| 28. Antonio Ulrico de Brunswick-Wolfenbüttel \| \| \| \| \| \| \| \| \| \| \| \| \| \| \| \| \| \| \| \| \| \| \| \| \| \| \| \| \| \| \| \| \| \| \| \| \| \| \| \| \| \| \| \| \| \| \| \| \| \| \| \| \| \| 14. Luis Rodolfo de Brunswick-Luneburgo \| \| \| \| \| \| \| \| \| \| \| \| \| \| \| \| \| \| \| \| \| \| \| \| \| \| \| \| \| \| \| \| \| \| \| \| \| \| \| \| \| \| \| \| \| \| \| \| \| \| \| \| \| \| 29. Isabel de Schleswig-Holstein-Sonderburgo \| \| \| \| \| \| \| \| \| \| \| \| \| \| \| \| \| \| \| \| \| \| \| \| \| \| \| \| \| \| \| \| \| \| \| \| \| \| \| \| \| \| \| \| \| \| \| \| \| \| \| \| \| \| 7. Isabel Cristina de Brunswick-Wolfenbüttel \| \| \| \| \| \| \| \| \| \| \| \| \| \| \| \| \| \| \| \| \| \| \| \| \| \| \| \| \| \| \| \| \| \| \| \| \| \| \| \| \| \| \| \| \| \| \| \| \| \| \| \| \| \| 30. Alberto Ernesto I de Öttingen-Öttingen \| \| \| \| \| \| \| \| \| \| \| \| \| \| \| \| \| \| \| \| \| \| \| \| \| \| \| \| \| \| \| \| \| \| \| \| \| \| \| \| \| \| \| \| \| \| \| \| \| \| \| \| \| \| 15. Cristina Luisa de Oettingen-Oettingen \| \| \| \| \| \| \| \| \| \| \| \| \| \| \| \| \| \| \| \| \| \| \| \| \| \| \| \| \| \| \| \| \| \| \| \| \| \| \| \| \| \| \| \| \| \| \| \| \| \| \| \| \| \| 31. Cristina Federica de Württemberg \| \| \| \| \| \| \| \| \| \| \| \| \| \| \| \| \| \| \| \| \| \| \| \| \| \| \| \| \| \| \| \| \| \| \| \| \| \| \| \| \| \| \| \| \| \| \| \| \| \| \| \| |                                                   |  |  |  |  |  |  |  |  |  |  |  |  |  |  |  |
| |                                                   |  |  |  |  |  |  |  |  |  |  |  |  |  |  |  |
| | 16. Nicolás II, duque de Lorena                   |  |  |  |  |  |  |  |  |  |  |  |  |  |  |  |
| |                                                   |  |  |  |  |  |  |  |  |  |  |  |  |  |  |  |
| |                                                   |  |  |  |  |  |  |  |  |  |  |  |  |  |  |  |
| | 8. Carlos V de Lorena                             |  |  |  |  |  |  |  |  |  |  |  |  |  |  |  |
| |                                                   |  |  |  |  |  |  |  |  |  |  |  |  |  |  |  |
| |                                                   |  |  |  |  |  |  |  |  |  |  |  |  |  |  |  |
| | 17. Claudia de Lorena                             |  |  |  |  |  |  |  |  |  |  |  |  |  |  |  |
| |                                                   |  |  |  |  |  |  |  |  |  |  |  |  |  |  |  |
| |                                                   |  |  |  |  |  |  |  |  |  |  |  |  |  |  |  |
| | 4. Leopoldo, duque de Lorena                      |  |  |  |  |  |  |  |  |  |  |  |  |  |  |  |
| |                                                   |  |  |  |  |  |  |  |  |  |  |  |  |  |  |  |
| |                                                   |  |  |  |  |  |  |  |  |  |  |  |  |  |  |  |
| | 18. Fernando III de Habsburgo                     |  |  |  |  |  |  |  |  |  |  |  |  |  |  |  |
| |                                                   |  |  |  |  |  |  |  |  |  |  |  |  |  |  |  |
| |                                                   |  |  |  |  |  |  |  |  |  |  |  |  |  |  |  |
| | 9. Leonor de Habsburgo                            |  |  |  |  |  |  |  |  |  |  |  |  |  |  |  |
| |                                                   |  |  |  |  |  |  |  |  |  |  |  |  |  |  |  |
| |                                                   |  |  |  |  |  |  |  |  |  |  |  |  |  |  |  |
| | 19. Leonor Gonzaga-Nevers                         |  |  |  |  |  |  |  |  |  |  |  |  |  |  |  |
| |                                                   |  |  |  |  |  |  |  |  |  |  |  |  |  |  |  |
| |                                                   |  |  |  |  |  |  |  |  |  |  |  |  |  |  |  |
| | 2. Francisco I del Sacro Imperio Romano Germánico |  |  |  |  |  |  |  |  |  |  |  |  |  |  |  |
| |                                                   |  |  |  |  |  |  |  |  |  |  |  |  |  |  |  |
| |                                                   |  |  |  |  |  |  |  |  |  |  |  |  |  |  |  |
| | 20. Luis XIII de Francia                          |  |  |  |  |  |  |  |  |  |  |  |  |  |  |  |
| |                                                   |  |  |  |  |  |  |  |  |  |  |  |  |  |  |  |
| |                                                   |  |  |  |  |  |  |  |  |  |  |  |  |  |  |  |
| | 10. Felipe I de Orleans                           |  |  |  |  |  |  |  |  |  |  |  |  |  |  |  |
| |                                                   |  |  |  |  |  |  |  |  |  |  |  |  |  |  |  |
| |                                                   |  |  |  |  |  |  |  |  |  |  |  |  |  |  |  |
| | 21. Ana de Austria                                |  |  |  |  |  |  |  |  |  |  |  |  |  |  |  |
| |                                                   |  |  |  |  |  |  |  |  |  |  |  |  |  |  |  |
| |                                                   |  |  |  |  |  |  |  |  |  |  |  |  |  |  |  |
| | 5. Isabel Carlota de Orleans                      |  |  |  |  |  |  |  |  |  |  |  |  |  |  |  |
| |                                                   |  |  |  |  |  |  |  |  |  |  |  |  |  |  |  |
| |                                                   |  |  |  |  |  |  |  |  |  |  |  |  |  |  |  |
| | 22. Carlos I Luis del Palatinado                  |  |  |  |  |  |  |  |  |  |  |  |  |  |  |  |
| |                                                   |  |  |  |  |  |  |  |  |  |  |  |  |  |  |  |
| |                                                   |  |  |  |  |  |  |  |  |  |  |  |  |  |  |  |
| | 11. Isabel Carlota del Palatinado                 |  |  |  |  |  |  |  |  |  |  |  |  |  |  |  |
| |                                                   |  |  |  |  |  |  |  |  |  |  |  |  |  |  |  |
| |                                                   |  |  |  |  |  |  |  |  |  |  |  |  |  |  |  |
| | 23. Carlota de Hesse-Kassel                       |  |  |  |  |  |  |  |  |  |  |  |  |  |  |  |
| |                                                   |  |  |  |  |  |  |  |  |  |  |  |  |  |  |  |
| |                                                   |  |  |  |  |  |  |  |  |  |  |  |  |  |  |  |
| | 1. María Carolina de Austria                      |  |  |  |  |  |  |  |  |  |  |  |  |  |  |  |
| |                                                   |  |  |  |  |  |  |  |  |  |  |  |  |  |  |  |
| |                                                   |  |  |  |  |  |  |  |  |  |  |  |  |  |  |  |
| | 24. Fernando III de Habsburgo                     |  |  |  |  |  |  |  |  |  |  |  |  |  |  |  |
| |                                                   |  |  |  |  |  |  |  |  |  |  |  |  |  |  |  |
| |                                                   |  |  |  |  |  |  |  |  |  |  |  |  |  |  |  |
| | 12. Leopoldo I de Habsburgo                       |  |  |  |  |  |  |  |  |  |  |  |  |  |  |  |
| |                                                   |  |  |  |  |  |  |  |  |  |  |  |  |  |  |  |
| |                                                   |  |  |  |  |  |  |  |  |  |  |  |  |  |  |  |
| | 25. María Ana de Austria                          |  |  |  |  |  |  |  |  |  |  |  |  |  |  |  |
| |                                                   |  |  |  |  |  |  |  |  |  |  |  |  |  |  |  |
| |                                                   |  |  |  |  |  |  |  |  |  |  |  |  |  |  |  |
| | 6. Carlos VI del Sacro Imperio Romano Germánico   |  |  |  |  |  |  |  |  |  |  |  |  |  |  |  |
| |                                                   |  |  |  |  |  |  |  |  |  |  |  |  |  |  |  |
| |                                                   |  |  |  |  |  |  |  |  |  |  |  |  |  |  |  |
| | 26. Felipe Guillermo, elector Palatino            |  |  |  |  |  |  |  |  |  |  |  |  |  |  |  |
| |                                                   |  |  |  |  |  |  |  |  |  |  |  |  |  |  |  |
| |                                                   |  |  |  |  |  |  |  |  |  |  |  |  |  |  |  |
| | 13. Leonor Magdalena de Neoburgo                  |  |  |  |  |  |  |  |  |  |  |  |  |  |  |  |
| |                                                   |  |  |  |  |  |  |  |  |  |  |  |  |  |  |  |
| |                                                   |  |  |  |  |  |  |  |  |  |  |  |  |  |  |  |
| | 27. Isabel Amalia de Hesse-Darmstadt              |  |  |  |  |  |  |  |  |  |  |  |  |  |  |  |
| |                                                   |  |  |  |  |  |  |  |  |  |  |  |  |  |  |  |
| |                                                   |  |  |  |  |  |  |  |  |  |  |  |  |  |  |  |
| | 3. María Teresa I de Austria                      |  |  |  |  |  |  |  |  |  |  |  |  |  |  |  |
| |                                                   |  |  |  |  |  |  |  |  |  |  |  |  |  |  |  |
| |                                                   |  |  |  |  |  |  |  |  |  |  |  |  |  |  |  |
| | 28. Antonio Ulrico de Brunswick-Wolfenbüttel      |  |  |  |  |  |  |  |  |  |  |  |  |  |  |  |
| |                                                   |  |  |  |  |  |  |  |  |  |  |  |  |  |  |  |
| |                                                   |  |  |  |  |  |  |  |  |  |  |  |  |  |  |  |
| | 14. Luis Rodolfo de Brunswick-Luneburgo           |  |  |  |  |  |  |  |  |  |  |  |  |  |  |  |
| |                                                   |  |  |  |  |  |  |  |  |  |  |  |  |  |  |  |
| |                                                   |  |  |  |  |  |  |  |  |  |  |  |  |  |  |  |
| | 29. Isabel de Schleswig-Holstein-Sonderburgo      |  |  |  |  |  |  |  |  |  |  |  |  |  |  |  |
| |                                                   |  |  |  |  |  |  |  |  |  |  |  |  |  |  |  |
| |                                                   |  |  |  |  |  |  |  |  |  |  |  |  |  |  |  |
| | 7. Isabel Cristina de Brunswick-Wolfenbüttel      |  |  |  |  |  |  |  |  |  |  |  |  |  |  |  |
| |                                                   |  |  |  |  |  |  |  |  |  |  |  |  |  |  |  |
| |                                                   |  |  |  |  |  |  |  |  |  |  |  |  |  |  |  |
| | 30. Alberto Ernesto I de Öttingen-Öttingen        |  |  |  |  |  |  |  |  |  |  |  |  |  |  |  |
| |                                                   |  |  |  |  |  |  |  |  |  |  |  |  |  |  |  |
| |                                                   |  |  |  |  |  |  |  |  |  |  |  |  |  |  |  |
| | 15. Cristina Luisa de Oettingen-Oettingen         |  |  |  |  |  |  |  |  |  |  |  |  |  |  |  |
| |                                                   |  |  |  |  |  |  |  |  |  |  |  |  |  |  |  |
| |                                                   |  |  |  |  |  |  |  |  |  |  |  |  |  |  |  |
| | 31. Cristina Federica de Württemberg              |  |  |  |  |  |  |  |  |  |  |  |  |  |  |  |
| |                                                   |  |  |  |  |  |  |  |  |  |  |  |  |  |  |  |
| |                                                   |  |  |  |  |  |  |  |  |  |  |  |  |  |  |  |